# 渭河平原
渭河平原，又称为关中平原、關中，在中國陝西中部、秦嶺北麓，西起宝鸡峡，东迄潼关港口，东西长300公里，西窄东宽，总面积3万9,064.5平方公里，约占陕西全省土地总面积的19%。 平均海拔約400米，其北部為陝北黃土高原，向南則是陝南山地、秦巴山脈，為陝西的工、農業發達，人口密集地區，富庶之地，號稱「八百里秦川」。由秦朝至唐朝，关中一直是中国的政治及经济中心。

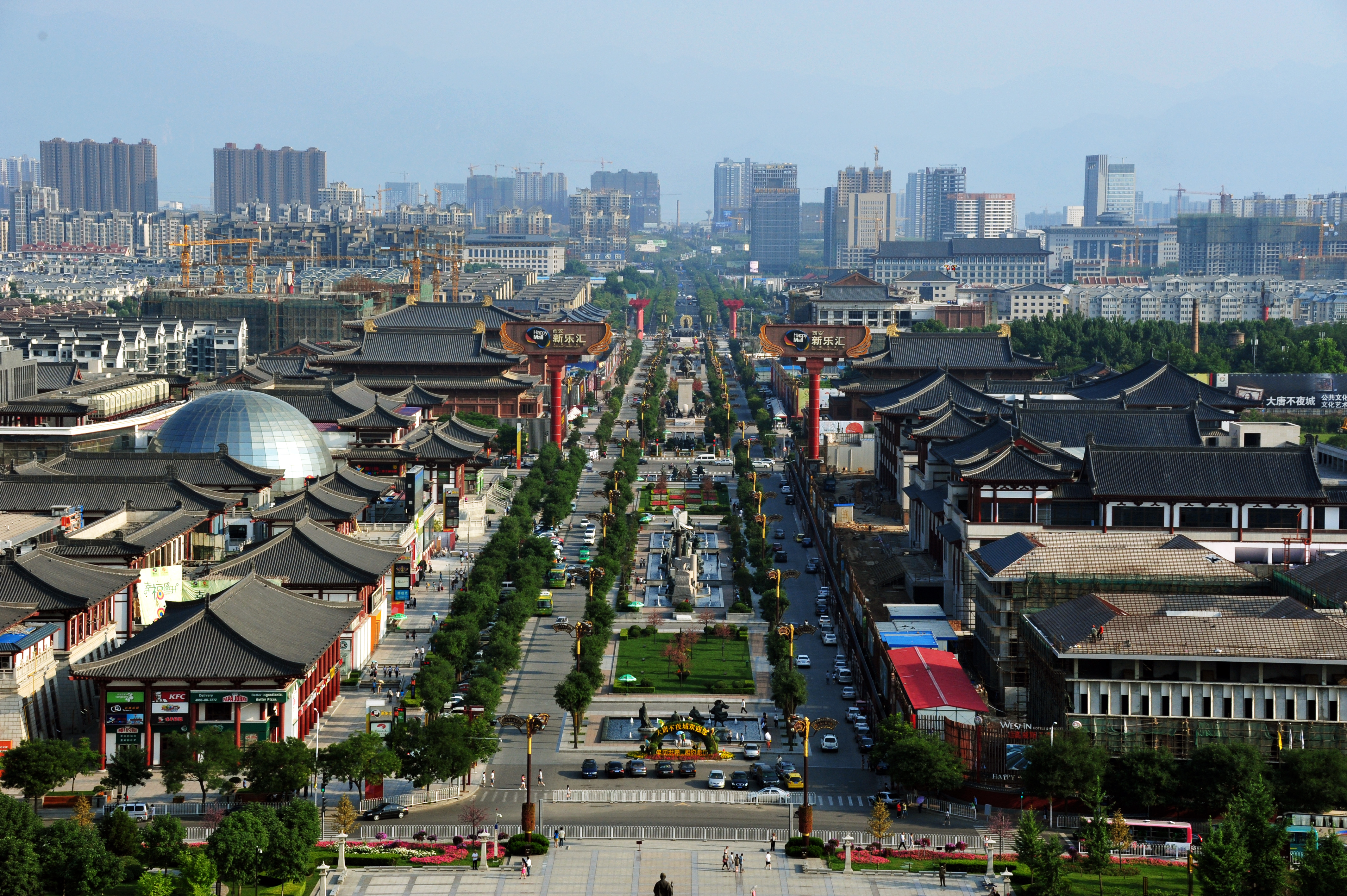
西安市古城區

## 得名

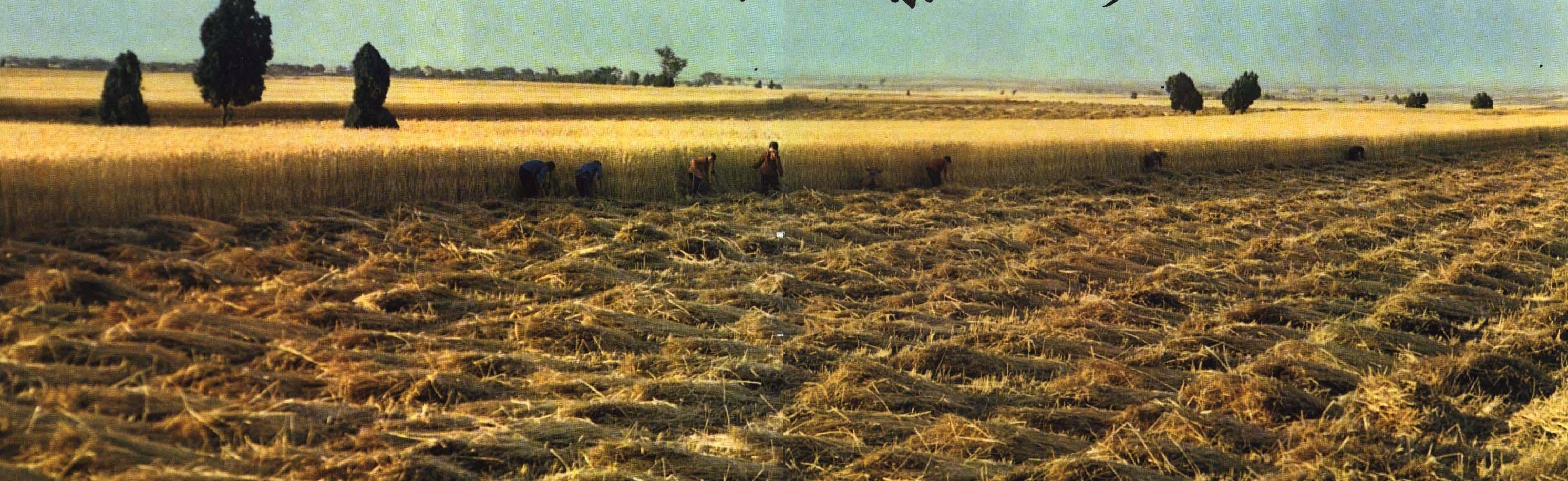
1965年的渭河平原蒲城县麦田

關中之名始於戰國時期，因為西有大散關，東有函谷關，南有武關，北有蕭關，故取意四關之中（後增東方的潼關和北方的金鎖關兩座）。

## 历史
關中地區四方關隘，加上陝北高原和秦嶺兩道天然屏障，使關中成為自古以來的兵家必爭之地。自西周起先後有約13個王朝在長安建都，如西周、秦國/秦朝、西漢、新朝、西晉（313－317）、前秦、後秦、西魏、北周、隋朝、唐朝等，歷時約1200年。
古代關中土地肥沃，河流縱橫，氣候溫和，《史記》中稱其為「金城千里」、「天府之國」和「四塞之國」。秦漢初期，關中是中國的經濟重心，後來水利灌溉工程日漸失修，到西漢末年，中國的經濟重心和基本經濟區，已從關中轉移到河內郡一帶。
1556年1月23日，關中地區发生约8级的大地震，全国死亡人数占计高达83万（不包括没有登记户口的居民），是中国历史以至全球史上伤亡最为惨重的一次地震。

## 地质
关中盆地位于陕北高原与秦岭之间，这一巨型断层陷落带形成于喜马拉雅运动时期。正断层位于盆地两侧，一些泉水和温泉就位于断层线上。南北两侧的山沿着断层线上升，而盆地缓缓下降，形成地堑式平原。平原形成后，黄土堆积，渭河及支流泾河、洛河等携大量泥沙淤积，最厚达7千米；然后地壳不断上涨和河流下切，形成现在的阶地。

## 地區行政
關中地區包括陝西省省會西安市，以及渭南市、咸陽市、寶雞市和銅川市四個地級市，以及河南省三门峡市大部分地區。

## 语言
该地区的方言为中原官话关中片，關中方言可能為古代秦語演變而來。在西安等大城市通用普通话。